# Jimmy Blanton
Jimmy Blanton (Chattanooga, 5 ottobre 1918 – Los Angeles, 30 luglio 1942) è stato un contrabbassista statunitense.
Blanton viene considerato il primo contrabbassista jazz ad avere eseguito assoli complessi (utilizzando sia la tecnica del pizzicato jazz, sia l'arco), differenziandosi in questo  dagli strumentisti che lo precedettero.

## Biografia

### I primi anni
Ricevette la prima formazione musicale da sua madre Gertrude, pianista, e cominciò a suonare nella band di famiglia. Studiò, oltre che il violino, anche il pianoforte e il sax. Durante gli anni di studio alla Tennessee State University imparò a suonare il basso, ed iniziò a suonare con i Tennessee State Collegians negli anni tra il 1936 to 1937. Durante il periodo estivo si unì all'orchestra di Fate Marable.

### La maturità
Dopo la scuola superiore si trasferì a Nashville e successivamente a St. Louis per suonare con la Jeter-Pillars Orchestra. Nel 1939 fu scoperto da Duke Ellington che, impressionato dalla sua tecnica, lo volle subito nella sua orchestra. Passò tutta la breve carriera all'interno dell'orchestra del "Duca", incidendo anche in piccoli gruppi e in duo con lo stesso Ellington.
I duetti costituiscono gli esempi più straordinari del suo talento: si tratta di sei brani incisi in due sessioni, il 22 novembre 1939 e il 1º ottobre 1940, in cui non si limita ad accompagnare Ellington al piano, ma dialoga con lui, risponde e talvolta assume il ruolo preminente. Le tecnica bassistica di Blanton, che si riflette anche nei suoi solo lo portava ad allontanarsi dallo stile prevalente a quarti (walking bass)  arricchendolo con sequenze di ottavi e sedicesimi. Prima di lui il contrabbasso aveva funzione ritmica se suonato con la tecnica slap (come i pionieri Pops Foster e Wellman Braud), consistente nel colpire o tirare con forza le corde, producendo così un suono percussivo contro il manico dello strumento, o di bordone armonico (note lunghe suonate con l'archetto). Blanton con la sua tecnica innovativa ne fece uno strumento solista a tutti gli effetti, che sostiene e arricchisce il discorso orchestrale, esplora idee armoniche originali, e spesso si lancia in dialoghi paritari con la band (come accade, ad esempio, nel brano "Jack the Bear", inciso da Duke Ellington nel 1940, che si apre e si chiude proprio con il suono del contrabbasso). Tale fu la sua presenza - assieme a quella del sassofonista Benny Webster - nel collettivo, che quella formazione è spesso indicata col nome di "Blanton–Webster Band". Il suo modo di suonare influenzò tutti i contrabbassisti a lui contemporanei (Milt Hinton, Junior Raglin, Oscar Pettiford) e successivi (Ray Brown, Charles Mingus, ed altri).

### La morte
Morì non ancora ventiquattrenne in un sanatorio californiano, a causa della tubercolosi. Lasciò una settantina di incisioni, quasi tutte con l'orchestra di Ellington. L'ultima fu il 26 settembre 1941, a Hollywood. Nel dicembre 1972, a trent'anni dalla morte, Duke Ellington volle rendergli omaggio incidendo un album a lui dedicato, dal titolo This One's for Blanton!.